# Жук-носорог
Жук-носорог, жук-носорог обыкновенный или дупляк-носорог (лат. Oryctes nasicornis) — вид жесткокрылых, принадлежащий к семейству пластинчатоусые.
Крупный каштаново-бурый либо красно-коричневый жук с массивным телом длиной 25—47 мм. Ноги толстые, сильные, передние — копательные, задние — с опорными зубчиками и шипиками. Вид характеризуется ярко выраженным половым диморфизмом. У самцов на голове имеется загнутый назад рог, а на переднеспинке — трёхзубчатое поперечное возвышение. Самки на голове имеют маленький рог, напоминающий своей формой небольшой бугорок. Также у самок слабо развит выступ на переднеспинке. Жуки активны преимущественно в тёплые летние вечера, часто прилетают на искусственные источники света.
Личинка С-образно изогнутая, толстая, жёлто-белого цвета, длиной до 8—11 см. Развивается в трухлявой древесине мёртвых лиственных деревьев, кучах растительного перегноя, компоста, перепревшего навоза, слежавшихся листьев и опилок, на протяжении 2—4 лет.
Вид распространён на территории Европы (за исключением северных районов и Британских островов), Северной Африки, Средней и Малой Азии, на Кавказе и юге Западной Сибири
Охраняется в некоторых странах Западной Европы, также включён в ряд региональных Красных книг Российской Федерации.

## Систематика и этимология названия
Впервые данный вид был описан под названием Scarabaeus nasicornis в 1758 году Карлом Линнеем в его труде «Systema naturæ». В 1798 году таксон был перенесён в состав рода Oryctes, выделенный Иоганном Карлом Вильгельмом Иллигером. Типовой вид данного рода.
Жук-носорог является представителем подрода Oryctes рода Oryctes, относящегося к подсемейству дупляки (Dynastinae) в составе семейства пластинчатоусые (Scarabaeidae). Данный род включает в себя около 40 видов, широко распространённых в восточном полушарии. Большинство видов обитает в афротропическом биогеографическом регионе, который охватывает Африку к югу от пустыни Сахары и южную часть Аравийского полуострова. Представители рода — преимущественно крупные жуки длиной до 50 мм, чёрного, бурого или коричневатого цвета с сильно вытянутым, умеренно выпуклым телом. Самцы всех видов отличаются, как правило, сильно развитым рогом на голове (выраженный половой диморфизм). У самок большинства видов рог маленький, конической формы, но у некоторых также довольно развит. Большинство представителей рода приурочено к широколиственным лесам, как в умеренном, так и тропическом поясах. Стадия личинки у всех видов рода Oryctes занимает несколько лет — в умеренных широтах обычно 3—4 года. Приуроченность к развитию личинок в мёртвой древесине позволила некоторым видам приспособиться также к жизни на открытых пространствах, в частности в пустынях, где они питаются отмершими корнями пустынной древесно-кустарниковой растительности, например Oryctes nasicornis punctipennis.
Родовое латинское название Oryctes происходит от др.-греч. ὀρύκτης «землекоп», а видовое название nasicornis означает «носорог».

## Ареал и местообитание
Вид имеет широкое распространение: Европа (кроме северных районов и Британских островов), Кавказ, Предкавказье, юг Западной Сибири (окрестности Тобольска, Омска, Новосибирска, Бийска, Семей), Северная Африка (Марокко, Алжир и Тунис), Средняя Азия, Северо-Восточная Турция, Малая Азия, включая Иран (на юг и восток до Тебриза, Кайамариа, Шахруда и Мешхеда в провинции Хорасан) и Сирию.
Северная граница ареала проходит от Балтийского моря до Санкт-Петербурга, Новгородскую область России, Ярославль, Кострому, Кировскую область, Башкирию; за Уралом через Екатеринбург и Кустанай. Далее на восток вид известен только из отдельных, часто находящихся далеко друг от друга точек. Южная граница ареала в своей азиатской части проходит от устья Урала до верховья бассейн Эмбы, далее на северное побережье Аральского моря, по степям Северного Казахстана (Наурзумский бор и Тургай). На юго-востоке ареал достигает юго-западных районов Китая (Синьцзян) и Индии (Химачал-Прадеш, Кашмир и Уттаракханд).
Отдельные, возможно случайные, завозы жука-носорога случались в восточные районы России, например, в Советскую Гавань.
Первоначальными естественными местами обитания жука-носорога являются широколиственные леса различных типов, включая горные, водораздельные, байрачные, леса надлуговых террас и леса речных пойм. Благодаря человеку вид смог проникнуть в искусственные насаждения степной зоны, а также в безлесные местности степной и полупустынной зоны, где изначально жук-носорог населял надлуговые леса и леса пойменных речных террас. В Средней Азии и Казахстане вид также широко проник в степи и полупустыни. Здесь вид приспособился к существованию в поселениях человека, став факультативным синантропом, и развивается в парниках, перепревшем навозе на скотных дворах, в мусорных кучах древесных отходов и скоплениях разлагающихся древесных остатков. Вместе с человеком жук-носорог также распространился на север Европы, а также далеко вглубь тайги в европейской части России и в Западной Сибири, где он приурочен к парникам, теплицам, кучам компоста и мелких древесных отходов.
В лесостепной и степной зонах, в Крыму и Предкавказье встречается часто, а на севере европейской части ареала и в Сибири — редок.

## Описание
Длина тела самцов 25—43 мм, максимально до 47 мм; самок — 26—41 мм. Крупный блестящий жук тёмно-буро-красного либо красно-бурого цвета. Нижняя сторона тела и бёдра значительно светлее, желтовато-красно-бурого цвета. Тело умеренно продолговатое, выпуклое, довольно широкое, у самца параллельное, у самки назад несколько расширенное. Голова, переднегрудь и особенно надкрылья — сильно блестящие.

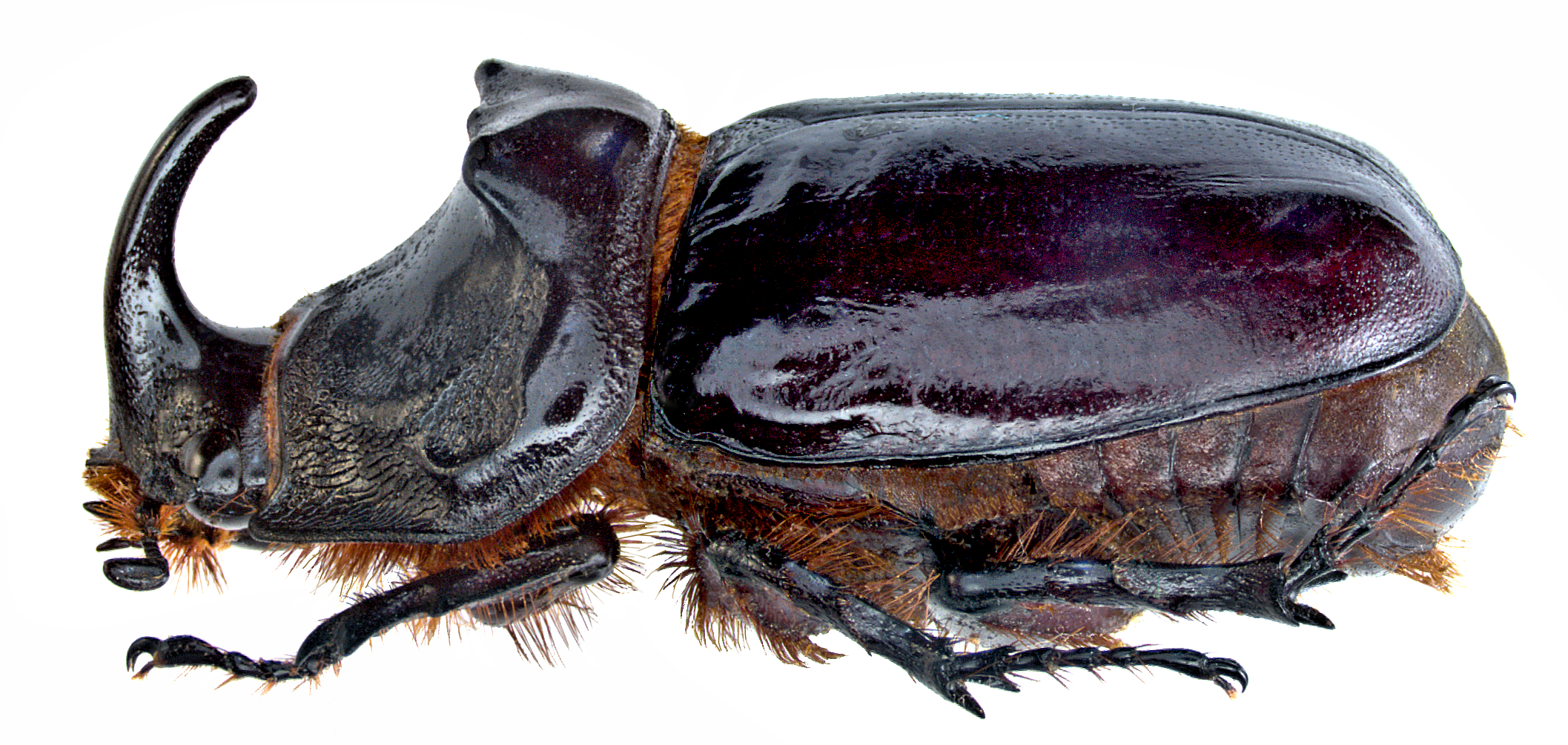
Самец
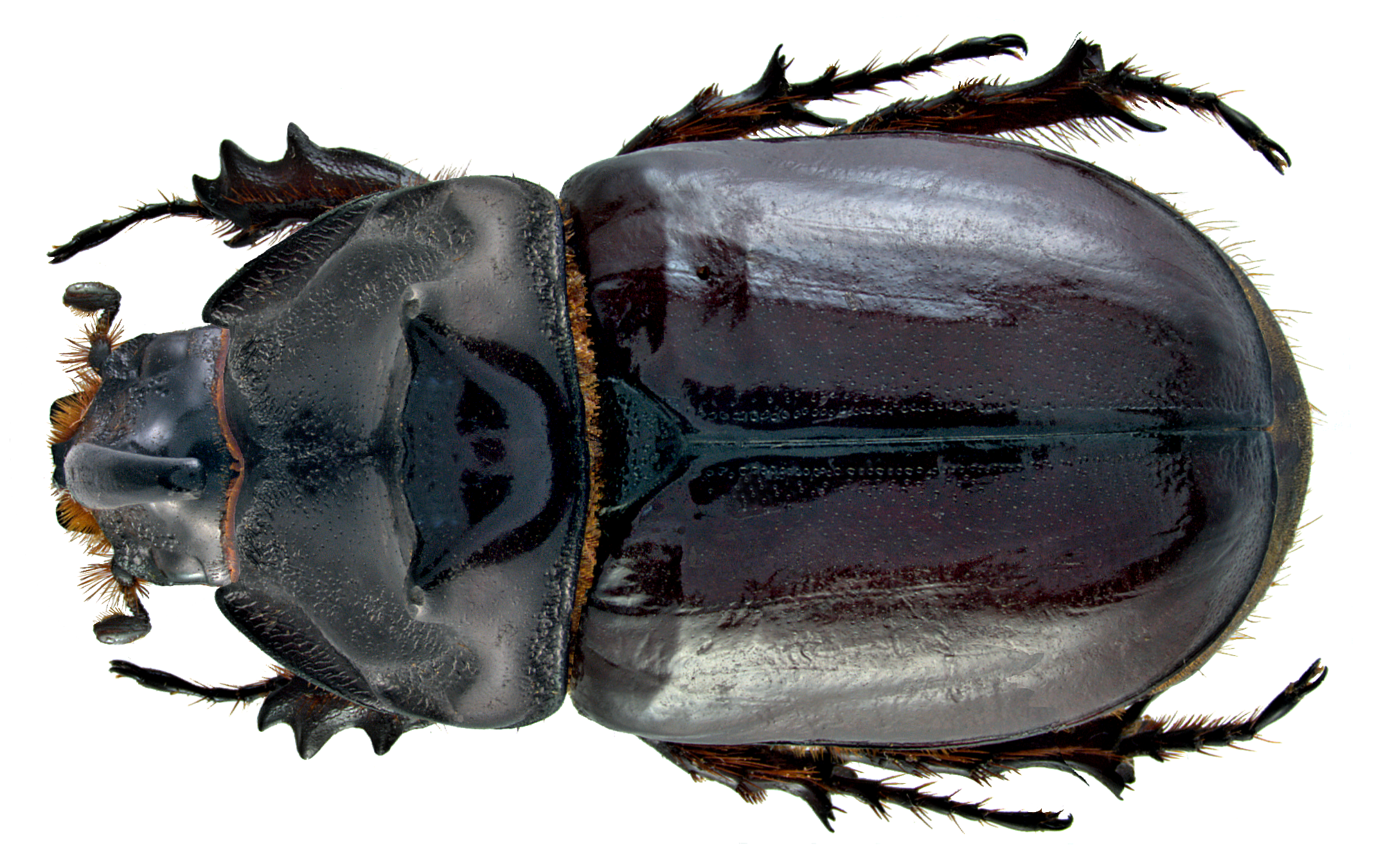
Самец, вид сверху
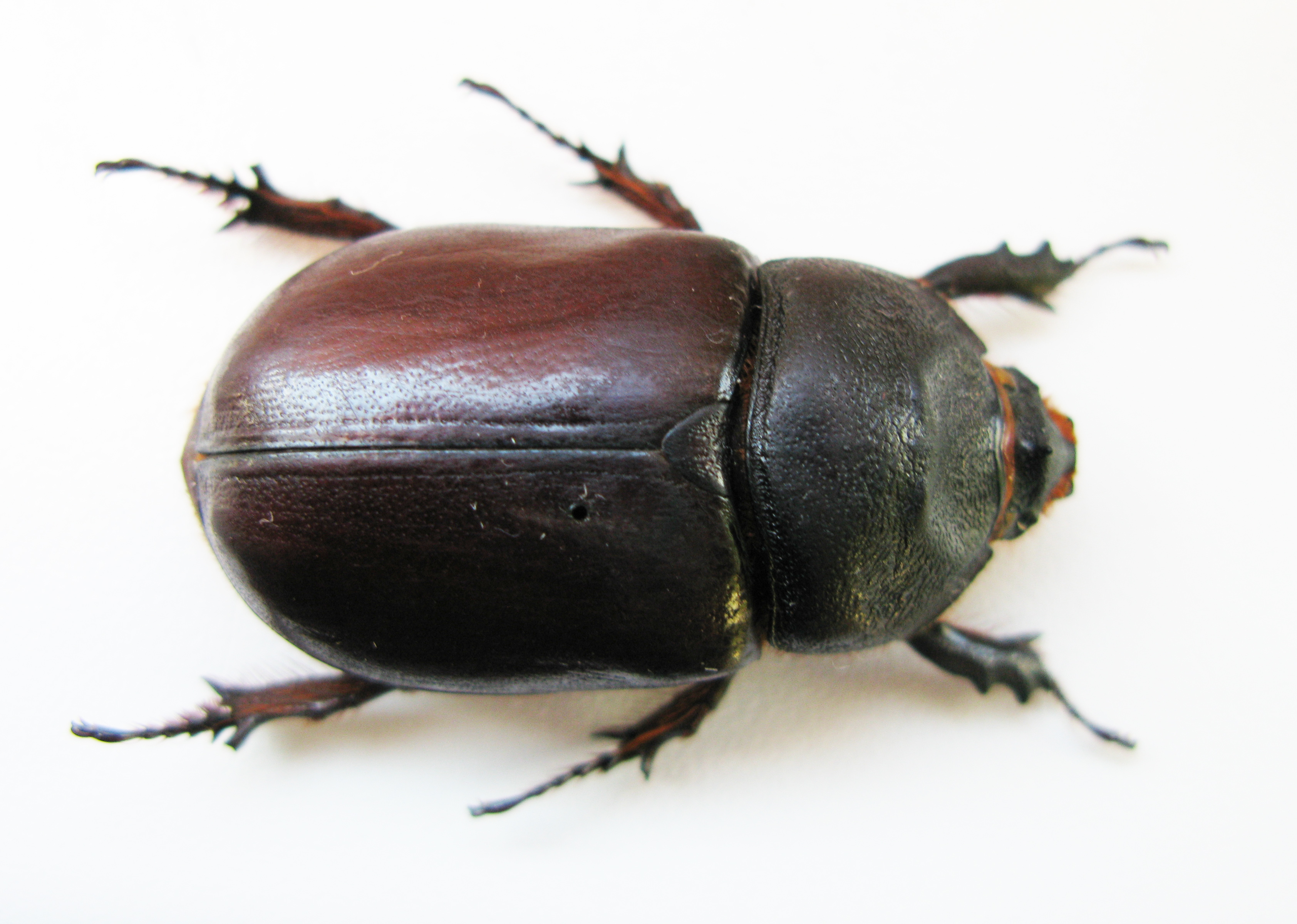
Самка
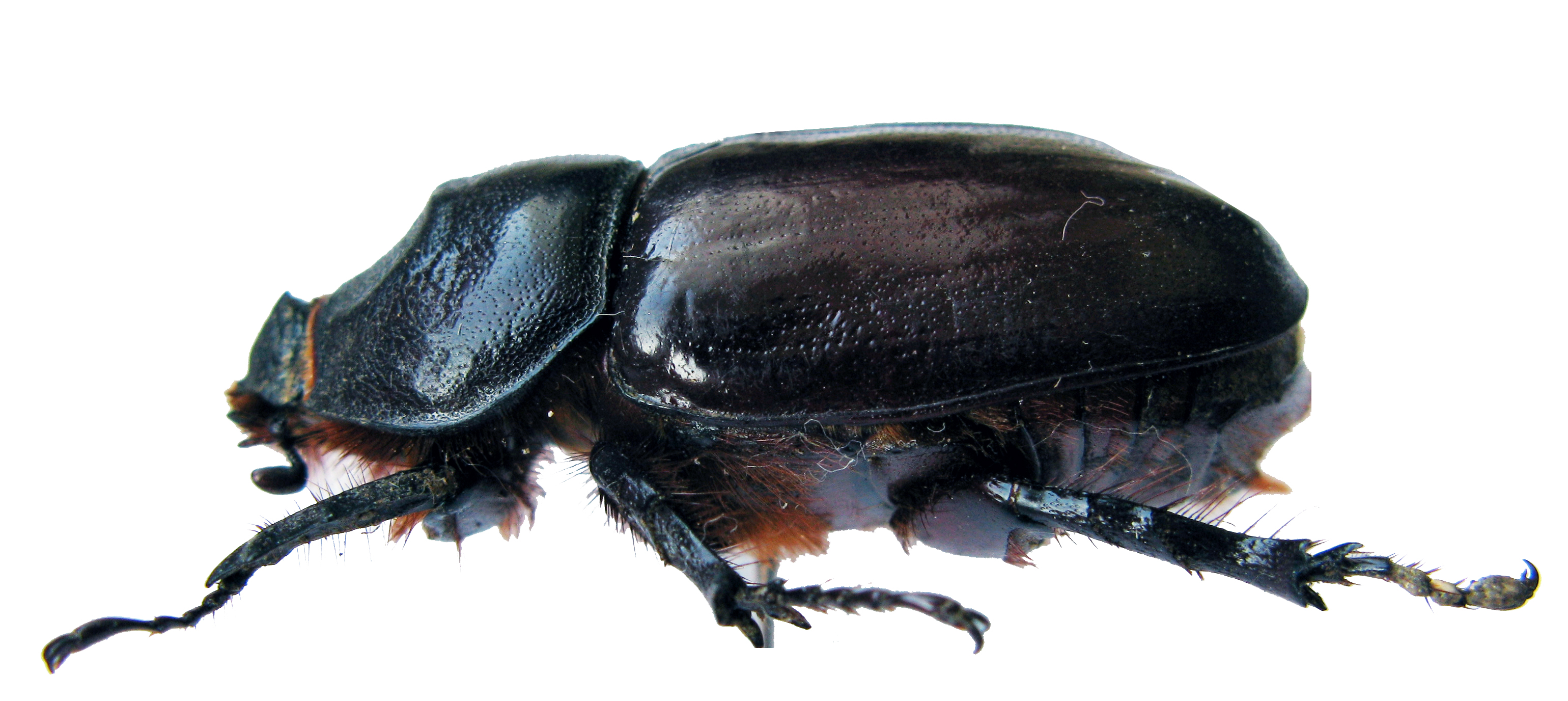
Самка

Голова небольшая. Наличник имеет треугольную форму, с почти прямыми боками, спереди суженный. У самца он покрыт мелкими не сливающимися точками, у самки — очень густыми сливающимися точками и очень грубыми морщинками. Глазные лопасти широкие. Усики десятичленниковые, веерообразные, с крупным базальным членником. Булава усиков небольшая, трёхчленниковая. Верхние челюсти широкие, без зубцов на внешней стороне.
Большая часть головы у самца занята рогом, который постепенно утончается по направлению к своей вершине. Рог имеет трёхгранное сечение, равномерно изогнут и направлен от самого основания вверх и назад. У нормально развитых особей жуков он достигает обычно значительной длины, у слабо развитых — бывает иногда весьма маленьким, иногда едва больше, чем рог самок. Передняя поверхность рога более или менее плоская, посредине без продольной бороздки, покрытая довольно густыми, мелкими точками. Известна аберрация ab. progressivus Prell, 1909 с зубцом позади рога. Заднее ребро и затылок — гладкие. Бока головы сзади от рога имеют грубую и крупную морщинистую пунктировку. У самки рог маленький, вершине обычно притуплённый. Он отодвинут несколько назад (из-за сильно развитого наличника) и направлен вверх и немного назад. Рог самки часто образует угол с передней частью головы; последняя обычно сильно выпуклая и сильно наклонена.
Переднеспинка слабо поперечная, у самца гораздо больше таковой у самки, немного шире основания надкрылий. Передняя часть переднеспинки покатая, постепенно повышающаяся назад. Её задняя часть посредине сильно бугристая и выпуклая. Спереди она ограничена несколько сглаженным, но хорошо развитым поперечным ребром с тремя бугорками. Два боковых из них — широкие, поперечные. Средний бугорок имеет треугольную форму, расположен немного ниже, чем боковые, и находится с ними (при осмотре сверху) либо на одной линии, либо немного выдвинут вперёд. Боковые ямки — слабо углублённые, продолговатые, относительно широкие, покрыты густыми, грубыми морщинками, направленные назад и вверх — к бокам заднего возвышения. Передний край передпеспинки имеет глубокую треугольную выемку и окаймлен широкой гладкой каймой. Его передние углы острые, с закругленной вершиной, сильно выступают вперёд. Задние углы переднеспинки тупые, закругленные. Их задний край выпуклый, с плоскими выемками перед задними углами, весь окаймлен, причём посредине кайма сильно сужена. Переднеспинка самки немного уже основания надкрылий, меньше, чем у самца, впереди сильнее сужена с неглубокой, кругловатой ямкой. У слабо развитых особей заднее возвышение развито слабо, его передний край имеет маленькие, слабо развитые бугорки; боковые ямки не развиты (их следы можно заметить лишь по более грубой морщинистости), пунктировка более густая и крупная.
Надкрылья продолговатые, выпуклые, с хорошо развитыми плечевыми буграми. Пропигидий покрыт густыми, поперечными морщинками, у самки — в густых рыжих волосках. Грудь обоих полов в густых, небольших точках и длинных, густых, рыжих волосках.
Ноги сильные, но не длинные. Голени передних ног широкие, снаружи с тремя широкими, притуплёнными на концах зубцами, разделенными закругленными выемками. Средний зубец заметно приближен к вершинному. На вершинном крае, против заднего края среднего зубца, с сильной прямой шпорой. Задние бедра удлиненные, слабо утолщенные. Средние и задние голени к вершине постепенно расширены, на вершине с длинными зубцами, без венчика из щетинок. Тазики задних ног в довольно густых, крупных точках и волосках. Коготки относительно длинные, довольно сильные, умеренно изогнутые.
|                       |                                    |                                                                     |
| Голова крупного самца | Голова крупного самца. Вид спереди | Голова мелкого самца. Хорошо заметно слабое развитие рога на голове |
|                       |                                    |                                                                     |
| Голова самки          | Голова самки. Вид спереди          |                                                                     |

## Изменчивость и подвиды
В ископаемом состоянии известен из плиоцена Германии. Чрезвычайно полиморфный вид. Жуки могут сильно варьировать в отношении размеров тела и окраски — от более тёмной, характерной для более крупных особей, до более светлой, типичной для мелких экземпляров. Более крупные жуки отличаются и наиболее сильно развитым рогом на голове у самцов, относительно более широкой переднеспинкой, развитыми задним бугром и зубцами на переднеспинке. У более крупных самок всегда хорошо развита ямка на переднеспинке. Маленькие самцы характеризуются слабым развитием вторичных половых признаков и некоторыми чертами, сближающими их с самками — формой переднеспинки, которая не расширена и имеет более крупную пунктировку.
Большинство современных авторов выделяют до 19, порой слабо отличающихся, подвидов жука-носорога. Отсутствие в ряде случаев надёжных диагностических признаков на фоне большой изменчивости даже в пределах одной популяции, делает порой весьма затруднительным идентификацию подвидов. В связи с этим, некоторые авторы считают сомнительным необходимость выделения такого количества подвидов.
- Oryctes nasicornis afghanistanicus Endrödi, 1938

Популяции, обитающие на территории Афганистана. Тело продолговатое, несколько вытянутое, относительно стройное, с параллельными боками. По сравнению с другими подвидами тело более сильно выпуклое. Наличник не расширен к вершине.
- Oryctes nasicornis chersonensis Minck, 1915

Популяции с территории Херсонской области Украины и Крымского полуострова. Наличник самцов несколько расширен к вершине или чрезвычайно узкий. Надкрылья целиком покрыты пунктировкой — двойными рядами точек, местами нерегулярными. Передние голени несколько расширены.
- Oryctes nasicornis corniculatus[22] Villa & Villa, 1833 (=Oryctes nasicornis laevigatus Heer, 1841)[22]

Популяции с территории Франции, Южной Швейцарии, Италии и Сицилии. Вершина наличника выемчатая. Щеки вогнутые. Бугры возвышения переднеспинки на одной высоте. Морщинистая область по бокам переднеспинки слегка отделена от передней морщинистой области.
- Oryctes nasicornis edithae Endrödi, 1938

Популяции, обитающие в Джунгарии — Восточном Тянь-Шане (хребет Карлык-Таг, который находится между долинами рек Яркенда и Каракаша). Отличается более коротким и широким телом. Надкрылья несколько расширены к вершине. Наличник короткий, с параллельными сторонами. Рог на голове самцов слабо изогнут.
- Oryctes nasicornis grypus (Illiger, 1803).

Подвид обитает в южном Тироле, южной Швейцарии, Италии, Сицилии, южной Франции, Испании, Португалии, а также Северной Африке — в Алжире и Тунисе. Длина тела 25—42 мм. Глазные отростки спереди выемчатые, их наружные углы выдаются вперёд и не закруглены. Голова морщинистая, у самца с изогнутым назад, постепенно утончающимся к вершине рогом. Голова самки отличается относительно менее выпуклым лбом; рог самки имеет такую же форму, как у номинативного подвида. Переднеспинка у самца гладкая, в мелких, рассеянных точках. Передний край заднего возвышения переднеспинки самца имеет три слабо выпуклых, закругленных бугра. Они расположены приблизительно на одной линии и разделены слабыми, закругленными выемками. Боковые бугры широкие, средний бугор почти не развит, передний край бугров образует почти прямую, несколько волнистую линию. У самки края ямки на переднеспинки гладкие, в рассеянных точках; задний кран слегка дуговидный, с небольшой, выдающейся вперёд выпуклостью посредине. Щиток грубо пунктирован, с гладкими краями. Надкрылья гладкие, в очень редких и мелких точках, несколько более многочисленных близ шва и на вершине, и с глубокой, резкой бороздкой, состоящей из густых, частично сливающихся точек. Также описано несколько форм, распространённых в разных частях ареала данного подвида: ab. continuus из Туниса; ab. siculus — отличается деталями в строении наружного полового аппарат самца, обитает на Сицилии; ab. laevigalus — зубцы на переднем крае возвышения в задний части переднеспинки у самцов разделены более глубокими выемками; у самки ямка на передпеспинке большого размера.
- Oryctes nasicornis hindenburgi Minck, 1915

Популяции с территории северного Ирана. Надкрылья не расширены к вершине. Наличник короткий и несколько сужающийся к вершине. Рог на голове самцов, как правило, сильно изогнут назад.
- Oryctes nasicornis holdhausi Minck, 1914

Популяции с территории Среднедунайской низменности (Словакия, Венгрия). Длина тела самцов 28—42 мм, самок — 27—43 мм. Тело короткое и широкое. Надкрылья блестящие, гладкие, преимущественно по бокам и на вершине со следами пунктировки. Наличник не расширен к вершине. Передние углы переднеспинки сильно развиты.
- Oryctes nasicornis illigeri Minck, 1915[12]

Популяции с территории Кашмира (Китай) — долины между Большими Гималаями и горным хребтом Пир-Панджал. Длина тела 28—41 мм. Окраска тёмно-бурая. Нижняя сторона и бёдра более светлые, голени и лапки темнее. Надкрылья гладкие, в мелкой и рассеянной пунктировке, сильно блестящие. Пунктировка надкрыльев у самок более выраженная, чем у самцов. Вершина наличника с параллельными краями, слабо выемчатая. Рог самцов направлен прямо вверх, у вершины изогнут несколько назад и сдавлен с боков. Голова самки морщинистая, слабо выпуклая. Передпеспннка самцов в передней части посредине гладкая с рассеянными точками, с морщинистыми боковыми ямками и грубоморщннистыми участками у передних углов. Зубцы возвышения переднеспинки хорошо выражены, тупо закруглены. Средний зубец располагается несколько ниже боковых. У самки переднеспинка покрыта грубыми морщинками, которые постепенно ослабевают в задней части и переходят в рассеянные точки.
- Oryctes nasicornis kuntzeni Minck, 1914

Ареал — Юго-восточная Австрия, Албания, Болгария, Греция, европейская Турция, Крит, Самос и Родос, Сирия, южная и западная части Малой Азии (Ливан, Израиль, Синай). Длина тела 28—38 мм. Окраска блестящая, тёмно-бурая. Надкрылья более тёмные или светлые, красно-бурого цвета. Нижняя сторона тела и бёдра — более светлые. Голова самца морщинистая с загнутым назад притуплённым рогом. У самки голова спереди менее выпуклая, чем у номинативного подвида, сильно наклонённая спереди, с небольшим притуплённым рогом. Глазные лопасти с выступающими вперёд наружными углами. Передние углы переднепинки менее вытянуты и уплощены, по сравнению с номинативным подвидом. Боковые ямки переднеспинки у самцов углублённые и четко отграниченные. Средний зубец возвышения несколько ниже боковых и выдвинут вперёд. У самок ямка переднеспинки сильно углублена в своей задней части, покрыта глубокими морщинками. Надкрылья гладкие, покрыты очень редкими точками.
- Oryctes nasicornis latipennis Motschulsky, 1845

Закавказский жук-носорог Ареал подвида охватывает Предкавказье, Кавказ, Северо-Восточная Турцию, Северо-Восточный Иран. В Дагестане встречается в низменных и в предгорных внутренне-горных районах — Кумские пески, прибрежные экосистемы Каспия, Крайновка, Губден, Сергокала, Каякент, Дербент, Ботлих, Тлох, дельта Самура. Длина тела 26—39 мм. От номинативного подвида отличается немногими признаками: голова у самки спереди более отвесная, рог на голове самца по передней поверхности посредине с бороздой, боковые бугорки заднего возвышения переднеспинки более широкие, средний бугорок слегка выдаётся вперёд. Боковая ямка переднеспинки самца хорошо отграничена, покрыта более густыми и несколько менее грубыми морщинками. Лёт жуков с апреля до конца августа.
- Oryctes nasicornis mariei (Bourgin, 1949).

Подвид, описанный с территории департамента Ланды на юго-западе Франции.
- Oryctes nasicornis nasicornis (Linnaeus, 1758)

Номинативный подвид. Представлен северными расами. Ареал охватывает Северо-Западную Европу вплоть до северной Франции. Длина тела 25—43 мм. Надкрылья с выраженной пунктировкой двойными рядами. У самцов морщинистая пунктировка переднеспинки слабо выражена. Наличник не расширен к вершине. Рог на голове самца сверху без бороздки. На заднем бугре переднеспинки боковые зубцы умеренно широкие.
- Oryctes nasicornis ondrejanus Minck, 1916

Популяции с территории Чехии, в частности из Богемии. Надкрылья покрыты мелкой и неравномерной пунктировкой, или почти гладкие.
- Oryctes nasicornis polonicus Minck, 1916

Ареал охватывает Северо-Восточную Европу, Польшу, Украину (за исключением Херсонской области и Крымского полуострова), европейскую часть России до Волги. Область морщинистой пунктировки на переднеспинки резко ограничена по медиальному краю. Боковые ямки на переднеспинке с выраженной морщинистой и точечной пунктировкой, в средней части — более редкой.
- Oryctes nasicornis przevalskii Semenow & Medvedev, 1932

Популяции с юго-западного Синьцзяне, Китай. Жуки встречаются в больших количествах с начала марта по конец июля. Длина самцов 24—34 мм, самок 24,5—34,5 мм. Сходен с Oryctes nasicornis punctipennis. Характеризуется более светлой буро-красной окраской. У самца на переднеспинке боковые ямки с грубыми морщинками и точками. У самки передняя часть головы более выпуклая.
- Oryctes nasicornis punctipennis Motschulsky, 1860

Туркестанский жук-носорог. Широко распространён в горных местностях Средней Азии от Каспийского моря до Западной Сибири. Южная граница ареала проходит в районе южного Туркменистана по границе с Афганистаном до Западного Памира включительно, далее по Кыргызстану до Кульджи. Длина тела самцов 24—39 мм, самок 29—39 мм. Похож на номинативный подвид. От последнего отличается рядом признаков: более светлой буро-красной окраской; более длинным передним выступом наличника, сильнее загнутым кверху; более выраженной пунктировкой надкрыльев. Рог самцов сначала направлен прямо вверх, затем загибается вверх и назад. Передняя поверхность рога без бороздки. Голова самок спереди более покатая, чем у номинативного подвида, слабо выпуклая. Рог самки заострён на вершине, направлен вверх и назад. Возвышение на переднеспинке самцов менее выраженное, покатое в задней части. Боковые бугорки закруглённые, узкие. Средний бугорок — треугольной формы, маленький, заострённый, несколько выдвинут вперёд. Передние голени менее широкие, с более острыми и узкими зубцами на наружном крае. Обитает преимущественно в долинах и предгорьях, на равнинах приурочен к плотным лёссовым почвам и весьма мало распространён на песчаных почвах. В горах изредка по ущельям поднимается до высоты 1000—1700 м над уровнем моря. Жуки встречаются часто с марта до начала октября, с пиком численности в июле.
- Oryctes nasicornis shiraticus Endrödi & Petrovitz, 1974

Подвид, объединяющий популяции с юга территории Ирана. Наличник более или менее расширен к вершине, последняя глубоко выемчатая.
- Oryctes nasicornis transcaspicus Endrödi, 1938

Популяции с территории Закаспийской области. Отличается более вытянутым и стройным телом. Щеки почти прямые. У самцов на переднеспинке бугры относительно слабо развитые, боковые ямки с редкими и очень мелкими точками пунктировки. Морщинистость по бокам переднеспинки более глубокая.
- Oryctes nasicornis turkestanicus Minck, 1915

Первоначально описан как самостоятельный вид Oryctes turcestanicus. Горные популяции, обитающие на территории от Уральских гор до Тянь-Шаня. Длина тела до 39 мм. У самцов боковые ямки на переднеспинке в глубокой, малочисленной пунктировке. В средней части ямок пунктировка очень тонкая, с редкими точками.

## Особенности биологии

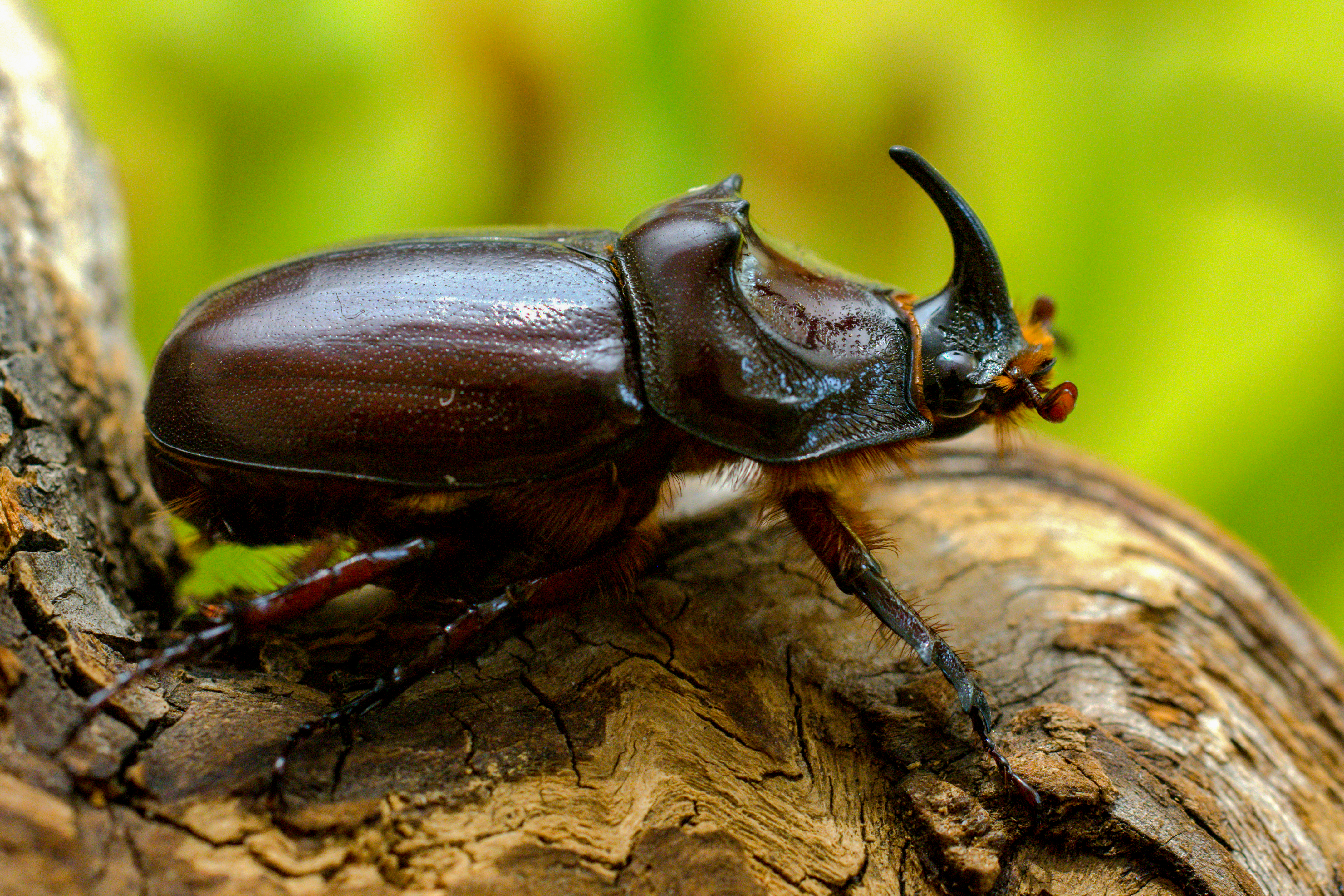
Самец

В зависимости от участка ареала время лёта жуков разнится — с весны до середины лета, иногда до начала осени. В степной зоне и в Крыму лёт происходит с конца мая, начала июня по 2—3 декаду июля. В лесостепной зоне и европейской части России жуки встречаются с июня — по 2—3 декаду июля, с пиком численности в начале июля. В зоне европейской тайги лёт длится с начала июля до конца августа. Имаго живут 1—2 месяца. Жуки обычно встречаются рядом с местами развития личинок.
Днём жуки обычно малоактивные, не летают и скрываются на земле, в дуплах деревьев. Активность начинается в сумерках и с наступлением полной темноты, продолжаясь почти всю ночь. Жуки часто прилетают на источники искусственного света.
Питание жука-носорога не изучено. Строение их ротового аппарата, в частности слабо развитые жевательные поверхности и отсутствие режущих зубов на внутреннем крае верхних челюстей, отсутствие хитинизированных зубцов на долях нижних челюстей, покрытых густыми длинными волосками, образующими щеточки, позволяет предполагать, что если жуки и питаются, то мягкой или жидкой пищей (например, вытекающим древесным соком). Наиболее вероятно, что жуки вовсе не питаются и живут за счёт запасов питательных веществ, накопленных на стадии личинки.

## Жизненный цикл

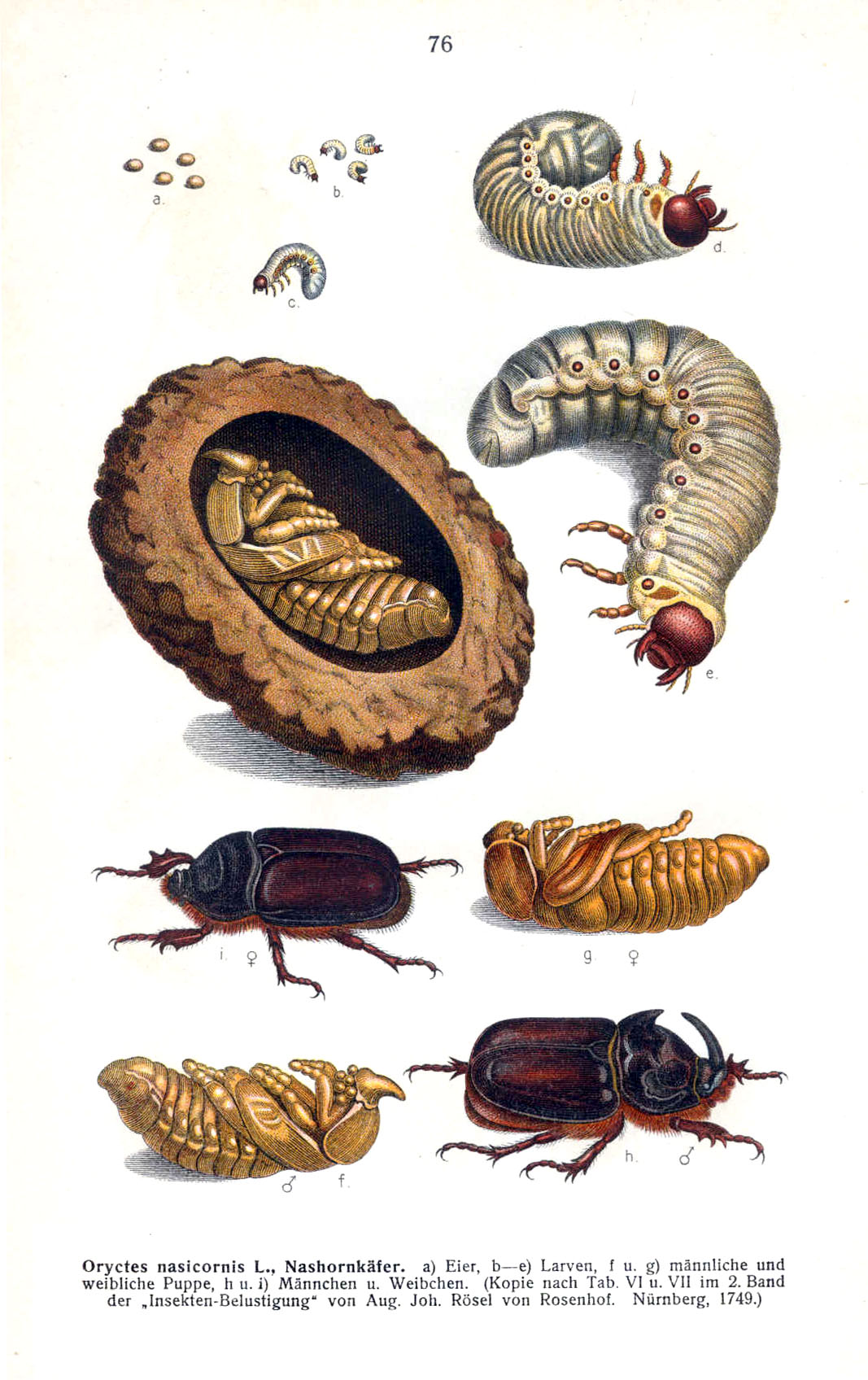
Жизненный цикл жука-носорога. Иллюстрация из книги Эдмунда Райттера Fauna Germanica. Die Käfer des Deutschen Reiches. Band II. (1908)

После спаривания самки откладывают желтовато-белые яйца в трухлявые пни, сгнившие стволы деревьев, в дупла деревьев, а также в перепревший навоз, огородный компост, кучи древесных стружек, коры и опилок, либо другие места, богатые разлагающимися растительными остатками. В данных субстратах и протекает развитие. В естественных местах обитания, развитие личинок жука-носорога преимущественно происходит в корнях и комлевой части старых отмерших деревьев, реже — в поваленных стволах и дуплах. В умеренном климате такими деревьями являются: берёза, дуб, ива, тополь, бук, грецкий орех , абрикос, слива, вишня, груша и другие лиственные породы. На юге Европы и в Северной Африке развитие также отмечено в древесине мушмулы, персика, айвы, чёрной и белой шелковицы, хурмы, деревьев из семейства эбеновые, маслины, финиковой пальмы. Личинками никогда не заселяются различные цитрусовые и хвойные древесные породы. Для личинок подвида Oryctes nasicornis punctipennis, часто населяющего пустынные местности, отмечено развитие в почве, где они питаются мёртвыми, реже живыми, корнями древесной растительности. Фаза яйца длится около месяца.

### Личинка

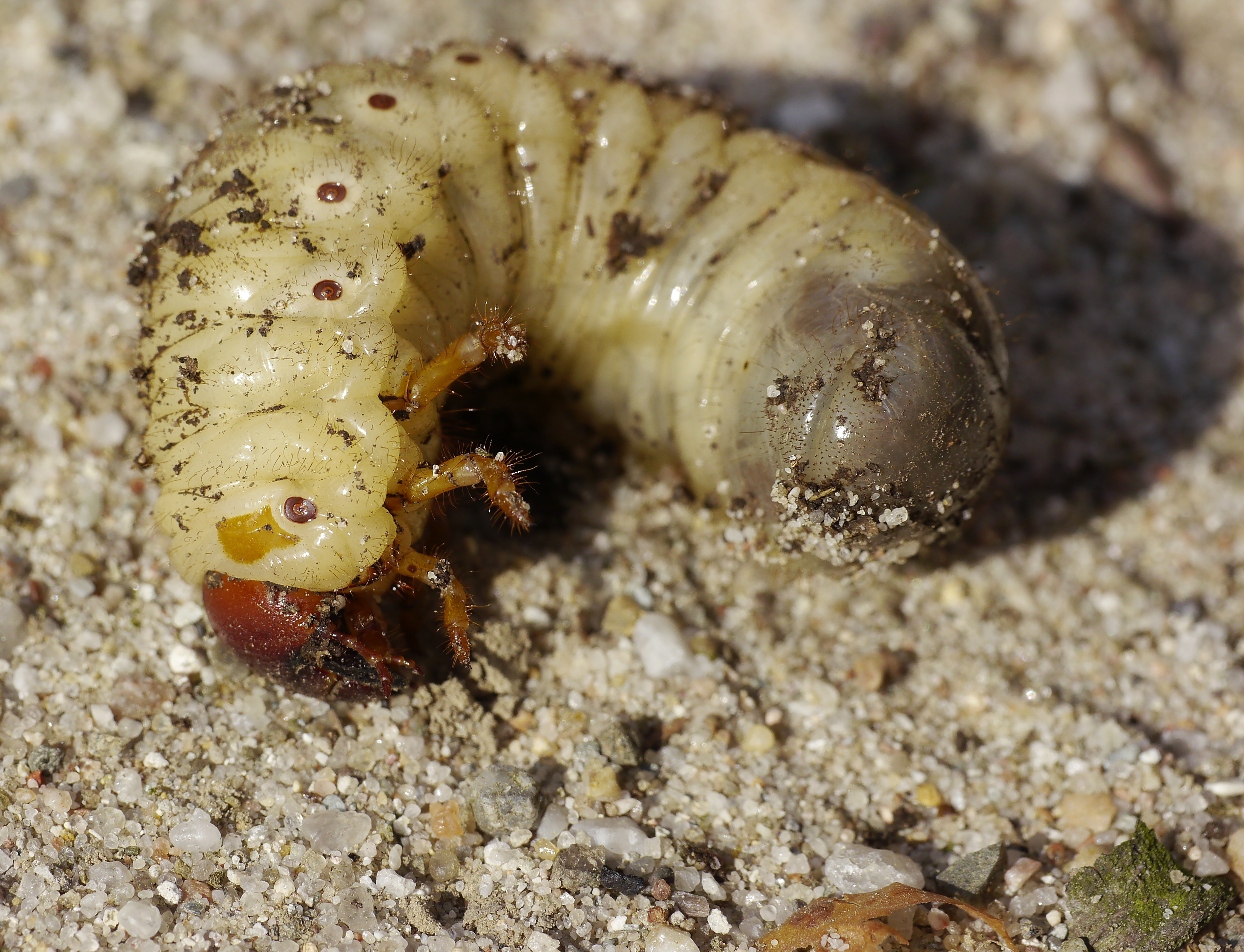
Личинка

Отрождение личинок обычно происходит летом. Личинки имеют типичный для представителей семейства пластинчатоусые внешний вид и достигают к концу своего развития длины до 80—110 мм. Личинка с толстым С-образно изогнутым телом, жёлто-белого цвета, покрытым редкими волосками и скоплениями шиловидных щетинок на четвёртом-девятом тергитах и протергите десятого тергита. Голова тёмно-красно-бурая, с грубыми морщинками. Темя личинки покрыто многочисленными волосками. Верхние челюсти массивные, треугольной формы, с довольно короткими вершинами и 2 зубцами. Усики длинные, их второй членик самый длинный, первый короче второго, но чуть длиннее третьего. Дыхальца большие. Самое крупное из них — первое, остальные практически не отличаются друг от друга по величине. Анальный сегмент разделён кольцевой, поперечной бороздкой на 2 части. Его вершина равномерно закруглена. Анальное отверстие имеет форму поперечной щели. На задней части анального тергита имеется дополнительная складка. Анальный тергит покрыт многочисленными мелкими волосками, среди которых рассеяны более редкие, длинные волоски, а в самой задней его части — мелкие, шиповидные щетинки. Ноги довольно длинные, с сильно развитыми длинными тазиками. Коготки короткие, почти прямые.
Личинки являются ксилофагами и сапрофагами — питаются разлагающейся древесиной и разлагающимися веществами растительного происхождения. В кишечнике личинки находится сообщество бактерий, участвующих в метаболизме целлюлозы. Основная их масса сосредоточена в расширениях задней кишки. Эксперименты с использованием 14C показали, что распад целлюлозы происходит в основном в задней кишке и частично в средней кишке. Процесс разложения целлюлозы связан с бактериальной ферментацией, в результате чего значительно увеличена продукция летучих жирных кислот. Образование метана обнаружено в расширениях задней кишки, причём на том же уровне, что и у древесных термитов.
Иногда личинки могут подгрызать корни живых древесных растений, произрастающих в местах размножения жуков. Таким образом, они могут быть случайными вредителями культурных растений. Например, в Краснодарском крае России и Молдове личинки жука-носорога отмечены как случайные вредители корней виноградной лозы, роз и лимонов.
Генерация многолетняя. Стадия личинки, в зависимости от климатических условий и географической широты местности, длится 2—4 года. Зимовка происходит только на личиночной фазе. Достигнув третьего возраста, после последней перезимовки, весной личинки окукливаются.

### Куколка

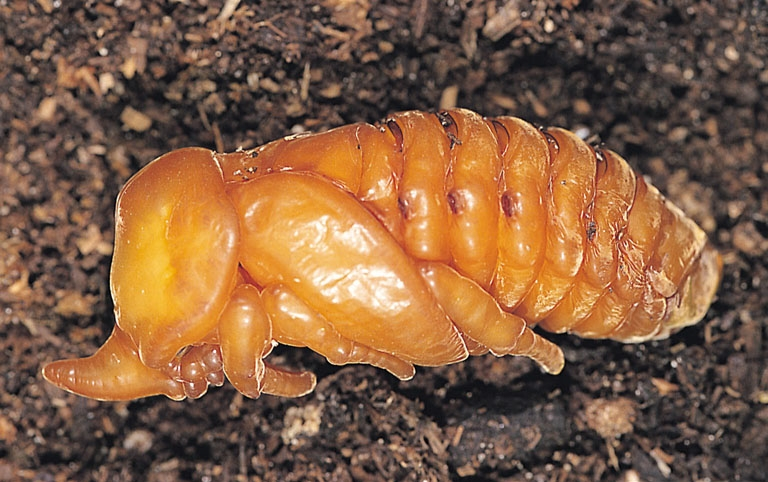
Куколка самца

Окукливание происходит весной в субстрате которым питались личинка. Куколка открытого типа, свободная, обычно лежит на спине и находится в ложном коконе — т. н. «колыбельке», построенной личинкой из частичек почвы, собственных экскрементов и древесной трухи. По форме она похожа на взрослого жука с укороченными крыльями. Голова подогнута под грудь. На вершине последнего брюшного сегмента имеется маленькая, треугольная выемка. С первого по шестой брюшные тергиты имеют по две поперечные складки.
Вначале куколка светло-жёлтого цвета, а со временем приобретает красно-бурую окраску. Стадия куколки длится около одного месяца. После выхода из куколки жуки некоторое время остаются в колыбельке.

## Естественные враги и паразитоиды

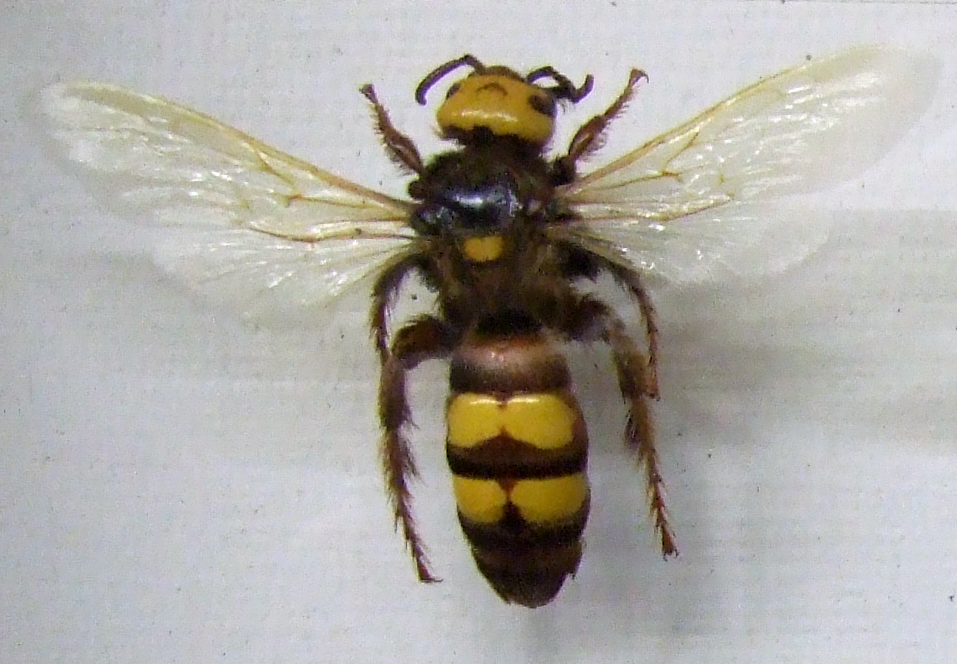
Megascolia maculata flavifrons, личинки которой паразитируют на личинках жука-носорога

Жуками питаются многие крупные птицы (например, ворон, серая и чёрная ворона, сорока и др.), а также поедающие насекомых млекопитающие, земноводные и пресмыкающиеся.
На жуках в большом количестве могут встречаться наружные паразиты — клещи-гамазиды. На личинках паразитируют личинки одиночных ос из рода сколии, например, сколия гигантская (Scolia maculata), Megascolia (Regiscolia) rubida. Найдя личинку, самка сколии парализует её уколом жала в брюшной нервный ганглий, после чего откладывает на неё одно яйцо. Вышедшая из него личинка сколии питается живой, но парализованной личинкой жука, начиная с наименее важных жизненных органов.

## В культуре

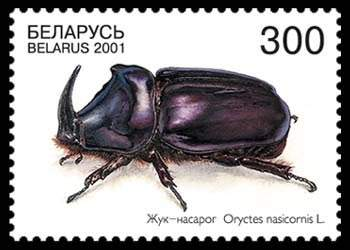
Почтовая марка. Беларусь, 2001 год

Первые культурные отсылки о жуке-носороге датируются периодом минойской цивилизации (2000—1600 лет. до н. э.). Они представляют собой терракотовые фигурки длиной около десяти сантиметров, найденные в святилище на острове Крит.
В 1592 году жук-носорог был изображен фламандским художником Георгом Гофнагелем (Georg Hoefnagel; 1542—1601) на одной из своих работ с подписью «non omnibus datum habere nasum» — русск. «не каждому дано иметь нос» (имеется в виду рог).
У русского писателя Константина Паустовского есть детская сказка «Похождения жука-носорога» («Солдатская сказка»), впервые опубликованная в 1945 году. Она была написана в первый послевоенный год, и потому писатель включил в неё материал из Великой Отечественной войны. Это рассказ о солдате, всю войну хранившим подарок своего сына — жука-носорога. Примечательно, что военные события в этом произведении раскрываются с позиции жука.
В 1912 году Владислав Александрович Старевич снял кукольный короткометражный мультипликационный фильм «Месть кинематографического оператора», в котором, одним из персонажей является жук-носорог. В качестве кукол выступали настоящие жуки, которых Старевич препарировал, приделав к лапкам тоненькие проволочки, а затем прикрепив их воском к туловищу.
Изображения жука-носорога часто помещают на обложки научных книг о природе (например, Плавильщиков Н. Н. Определитель насекомых. — М.: Тропикал, 1994. — 544 с.), а также почтовые марки (Болгария 1968, Беларусь 2001, Аландские острова и др.) различных европейских стран. Также изображение жука-носорога включено в эмблему Польского энтомологического общества.

## Охрана
Жук-носорог охраняется в некоторых странах Центральной Европы — в Чехии, Словакии и Польше, а также занесён в Красную книгу Молдовы.
На территории некоторых регионов России жук-носорог является сокращающимся в численности видом, в связи с чем он занесён в ряд региональных Красных книг. Номинативный подвид Oryctes nasicornis nasicornis включён в следующие региональные Красные книги: Ленинградской области (2005, 3 категория), Астраханской области (2007), Республики Карелия (2007, 3 категория), Республики Мордовия (2003, 3 категория), Саратовской области (2006, 2 категория), (2011), Ставропольского края (2010, 2 категория), Владимирской области (2009, 3 категория), Калужской области (2000), Костромской области (2009, 3 категория), Липецкой области (2006, 4 категория). Подвид Oryctes nasicornis latipennis занесён в региональные Красные книги: Республики Дагестан (2009, 4 категория), Республики Ингушетия (2007, 4 категория), Чеченской Республики (2007, 4 категория), Республики Хакасия (2003).
Основными лимитирующими факторами в этих регионах являются: ухудшение, уничтожение и сокращение мест обитания вида, выкорчевка старых деревьев, распашка, высыхание лесных массивов и балок.
Ранее жук-носорог также был включён в несколько региональных Красных книг РФ, из которых он исключён на данный момент: Республики Татарстан, Санкт-Петербурга, Республики Коми, Тамбовской области, Москвы, Красноярского края.